# Daniel Pontoreau
Daniel Pontoreau est un sculpteur français né le 21 mai 1947 à Paris. Il vit et travaille à Paris, Acy-en-Multien (Oise) et Asfalou (Maroc).

## Expositions personnelles
- 1978 : Paris - Galerie G. Laubie
- 1979 : Luxembourg, galerie La Cité – Bruxelles, galerie Christine Debras, autour du texte de Guy Benoît : N’importe qui mon corps
- 1981 : Paris, centre culturel du Marais, « Lieux intérieurs » – S’Hertogenbosh (Pays-Bas). Dienst Beeldende Kunst Moriaan
- 1983 : Paris, galerie Raymond Cordier, « Bâti »
- 1985 : Musée de Grenoble, « Lieux intérieurs »
- 1987 : « Un artiste, un musée » Écomusée de Savigny-le-Temple
- 1989 : Théâtre d'Hérouville-Saint-Clair (Calvados)
- 1990 : Galerie Ado. Anvers, Belgique – Crédac - galerie Fernand-Léger
- 1991 : Galerie de l’Ancienne Poste. Calais – Musée de Meaux
- 1992 : Galerie Patricia Dorfmann, Paris
- 1995 : « Les lieux du voyage », photographies, École des beaux-arts de Caen
- 1995 : Chelsea Harbour, Londres

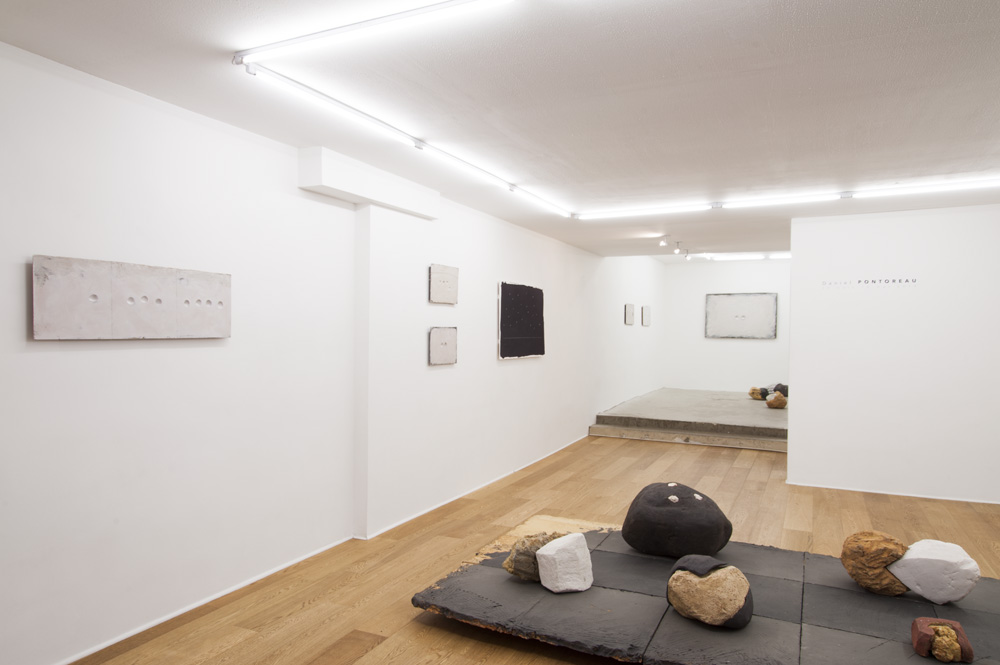
Vue de l'exposition de 2014 à la galerie Fatiha Selam.

- 1996 : « Profil d’une collection », artothèque de Caen, fonds régional d'art contemporain de Basse-Normandie – Galerie Christine Debras, Bruxelles
- 1996 : Musée de Sage, Japon
- 1997 : Castellamonte, Turin
- 1998 : Galerie Renas Xippas, Paris – Galerie du Centre européen d'actions artistiques contemporaines (CEAAC), Strasbourg
- 2001 : « L’organisation du terrain », centre d’art de Saint-Fons, École régionale des beaux-arts de Rouen
- 2002 : Artothèque de Caen – École d’art de Belfort (organisée par le 19, CRAC) – Soissons, l'Arsenal – CEAAC, Strasbourg
- 2003 : Centre d’art Georges-Pompidou, Cajarc, Lot
- 2006 : Galerie Tamura, Nishinomya, Japon
- 2010 : Galerie Momogusa, Tajimi, Japon
- 2012 : Atelier 7, Paris – Galerie Daiichi Takahachi, Hakone-Odawara, Japon
- 2014 : Galerie Fatiha Selam

## Réalisations extérieures

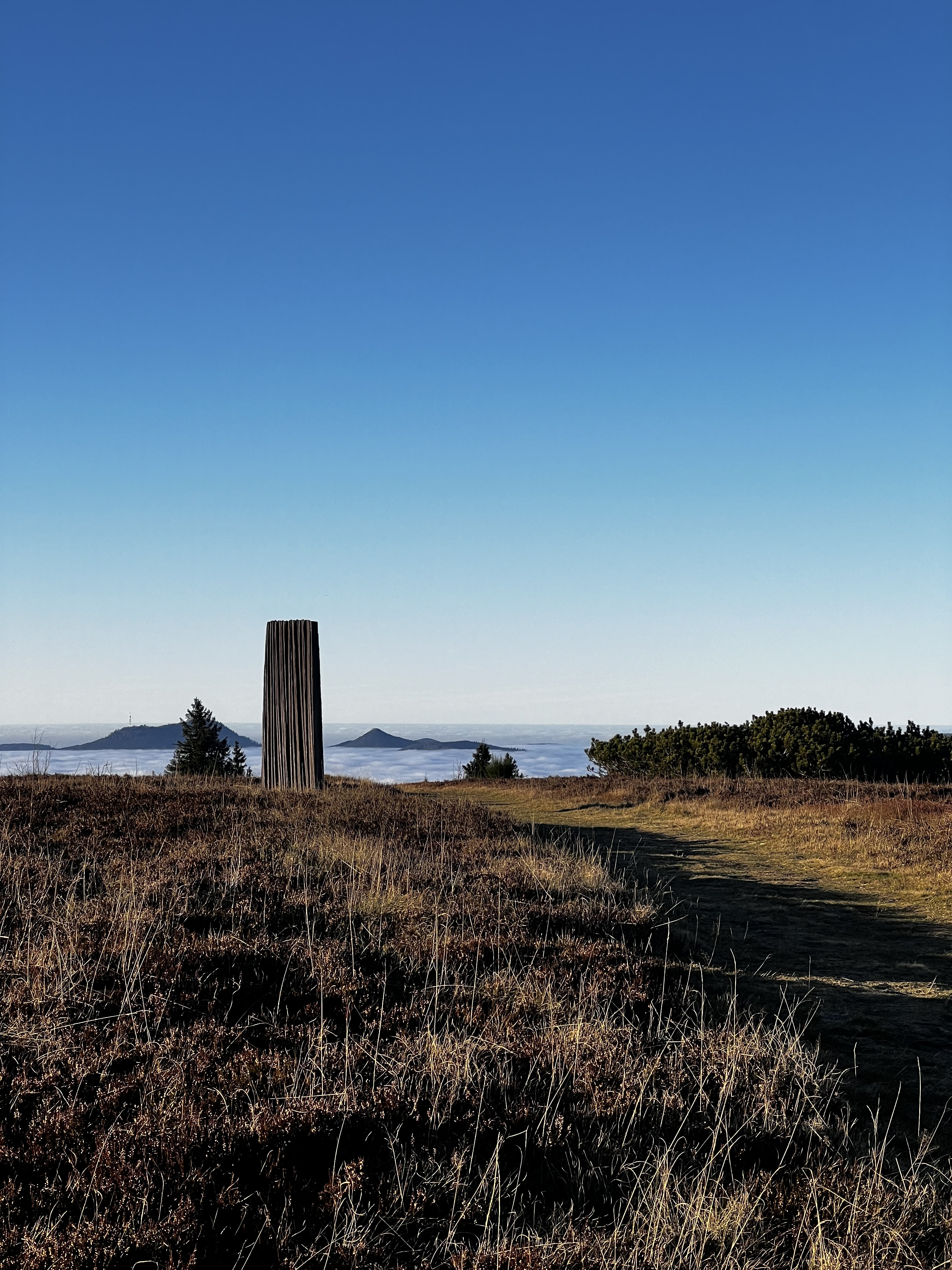
Le champ du feu, Sculptures, 1992

- Le champ du feu, Sculptures,  19921988 : Ministère des Finances, Paris-Bercy
- 1989 : Symposium de La Courneuve
- 1990 : Fontaine, Beauvais
- 1992 : « Le champ du feu », Alsace-CEAAC, Strasbourg
- 1995 : Ministère des Affaires étrangères, Nantes
- 1997 : Place Emile-Guénet[2], Ivry-sur-Seine
- 1998 : Siège social d'EDF, La Plaine-Saint-Denis
- 2008 : Abbaye Saint-Jean-des-Vignes, musée de Soissons